# فرودگاه ژولیت
فرودگاه ژولیت (به انگلیسی: Joliette Airport) یک فرودگاه همگانی است که یک باند فرود آسفالت دارد و طول باند آن ۹۹۱ متر است. این فرودگاه در کشور کانادا قرار دارد و در ارتفاع ۶۹ متری از سطح دریا واقع شده‌است.